# (10801) Lüneburg
(10801) Luneburg, désignation internationale (10801) Lüneburg, est un astéroïde de la ceinture principale.

## Description
(10801) Luneburg est un astéroïde de la ceinture principale. Il fut découvert le 23 septembre 1992 à Tautenburg par Freimut Börngen. Il présente une orbite caractérisée par un demi-grand axe de 2,54 UA, une excentricité de 0,16 et une inclinaison de 4,5° par rapport à l'écliptique.

## Compléments